# Lista de empresas com participações de estatais da União
Esta é uma lista não exaustiva de empresas privadas que contam com participação acionária de estatais da União. Essas empresas não são estatais, pois as empresas da União detém participação minoritária, ou seja, não detém o controle acionário.
Não estão listadas as estatais, sejam federais, estaduais ou municipais, que esses grupos detenham ações.

## Via Banco do Brasil
Empresas privadas nas quais o Banco do Brasil mantinha participação até dezembro de 2022:
1. Banco BV - 50,00%
2. Elo Participações - 49,99%
3. Cateno Gestão de Contas de Pagamento - 30,00%
4. Cielo - 28,89% (por meio da BB Elo Cartões Participações)

## Via BNDES e BNDESPar
Algumas das empresas nas quais o BNDES e o BNDESPar possuem participações, dentre outras empresas de diversos segmentos econômicos, em dezembro de 2022, são: 
1. Companhia Distribuidora de Gás do Rio de Janeiro (CEG) - 34,56%
2. Tupy - 28,19%
3. JBS - 20,81%
4. Transnordestina Logística - 13,64%
5. Energisa - 11,38%
6. Odebrecht Transport - 10,6%
7. VLI - 8%
8. Eletrobrás - 7,23%
9. AES Brasil - 6,73%
10. Eletrobras - 7,97%
11. Coteminas - 6,27%
12. Triunfo - 5,09%
13. Embraer - 5,4%
14. Bombril - 2,20%

## Via Caixa Econômica Federal
Empresas privadas nas quais a Caixa Econômica Federal (CEF) mantinha participação até dezembro de 2022:
1. Too Seguros - 49,00%;
2. PAN Corretora - 49,00%;
3. CNP Brasil - 48,25%;
4. Elo Serviços - 41,41%;
5. Quod - 19,11%;
6. TecBan - 13,01%;
7. Galgo - 6,67%;

## Via Infra S.A.
- Transnordestina Logística - 36,47%[7]

## Via Infraero
1. Aeroportos Brasil Viracopos - 49,00%[8]
2. Concessionária do Aeroporto Internacional de Guarulhos - 49,00%[9]
3. Concessionária Aeroporto Rio de Janeiro  - 49,00%[8]
4. Concessionária Aeroporto Internacional de Confins - 49,00%[8]
5. Inframerica Concessionária do Aeroporto de Brasília - 49,00%[8]

## Via Petrobras
Empresas privadas nas quais a Petrobras tem participações acionárias, com o tamanho da participação da Petrobras ao lado, nos valores para dezembro de 2022.
1. Petrocoque - 50,00%
2. Fábrica Carioca de Catalizadores - 50,00%
3. Coquepar - 45,00%
4. Nitrocolor Produtos Químicos - 38,80%
5. Braskem - 36,15%;[11]
6. Bioenergética Britarumã - 30,00%
7. Logum Logística - 30,00%
8. Brentech Energia - 30,00%
9. Transportadora Sulbrasileira de Gás - 25,00%
10. Energética Suape II - 20%
11. Refinaria de Petróleo Riograndense - 20,00%
12. Brasympe Energia - 20,00%

## Via Telebras
1. Visiona Tecnologia Espacial - 49,00%[12]
2. Visiona International B.V - 49,00%[12]

## Participações minoritárias da União
A União detém diretamente pequenas participações minoritárias em empresas privadas, como Ambev (0,62%), Rima Industrial (1,66%), Light (0,00002%), AES Elpa (0,00004%), Copernor (0,87%), dentre outras. Também detém 32,95% da Eletrobrás.

### Golden shares
A União também possui golden shares da Vale, da Eletrobras, da Embraer e do Instituto de Resseguros do Brasil (IRB).